# برج امیر خالد
برج امیر خالد (به عربی: برج الأمیر خالد) یک شهرداری در الجزایر است که در استان عین الدفلی واقع شده‌است.